# Тренер року в українській Прем'єр-лізі
Тренер року в українській Прем'єр-лізі — нагорода, яку присуджують найкращому наставнику української Прем'єр-ліги за підсумками року Всеукраїнським об'єднанням тренерів з футболу. Вручається з 2017 року. Переможцем визнають тренера, який має найвищий середній бал за результатами всіх зіграних турів чемпіонату в календарному році. Під час оцінювання тренерів за підсумками кожного окремого туру враховуються 5 критеріїв:
- Номінальний результат команди (важливість, несподіваність, сила суперника, історична й турнірна складова);
- Труднощі у вишикуванні та керуванні підопічними (травмовані й дискваліфіковані, особливі обставини);
- Майстерність у роботі з кадрами (гравці, використані не на своїх звичних позиціях та несподівані, але успішні нові обличчя у складі)
- Тренерська майстерність (різноманіття тактик, зміни по ходу матчу, використання людського фактора);
- Накопичувальний критерій (якщо команда під керівництвом тренера кілька турів поспіль демонструє чіткий прогрес, постійне поліпшення результатів, тренерські новинки)[1][2].

## Список переможців
| Рік  | Тренер             | Клуб          | Джерела |
| ---- | ------------------ | ------------- | ------- |
| 2017 | Роман Санжар       | «Олімпік»     | [ 3 ]   |
| 2018 | Володимир Шаран    | «Олександрія» | [ 4 ]   |
| 2019 | Олександр Рябоконь | «Десна»       | [ 2 ]   |
| 2020 | Віктор Скрипник    | «Зоря»        | [ 5 ]   |
| 2021 | Мірча Луческу      | «Динамо»      | [ 6 ]   |
| 2022 | Олександр Кучер    | «Дніпро-1»    | [ 7 ]   |
| 2023 | Юрій Вернидуб      | «Кривбас»     | [ 8 ]   |

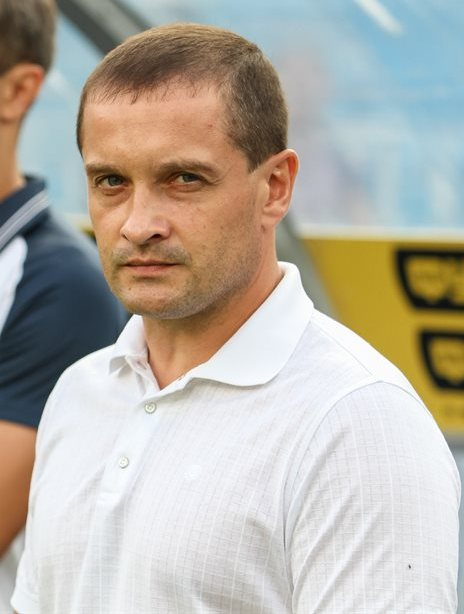
Роман Санжар
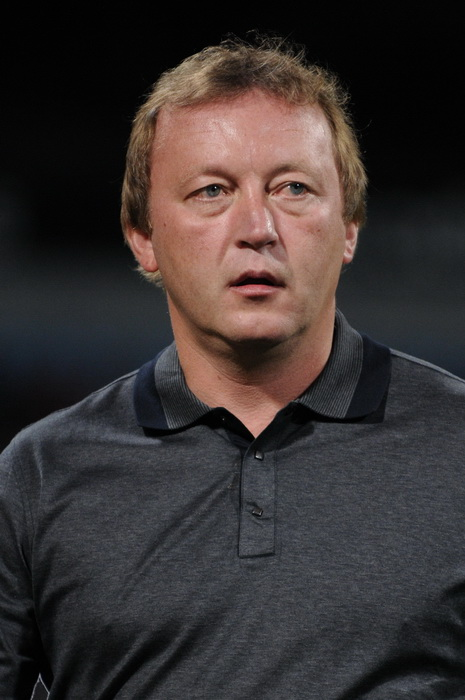
Володимир Шаран
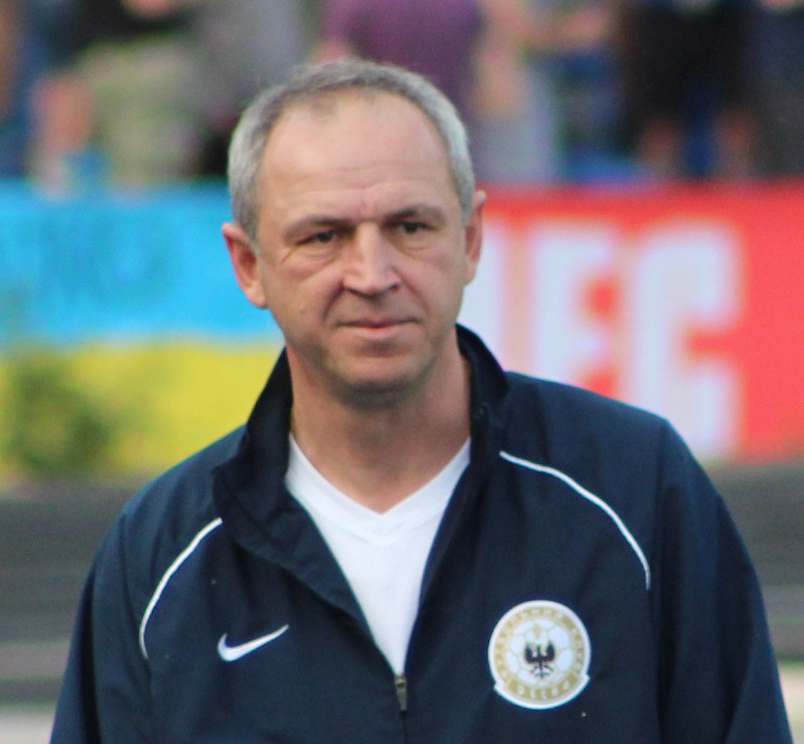
Олександр Рябоконь
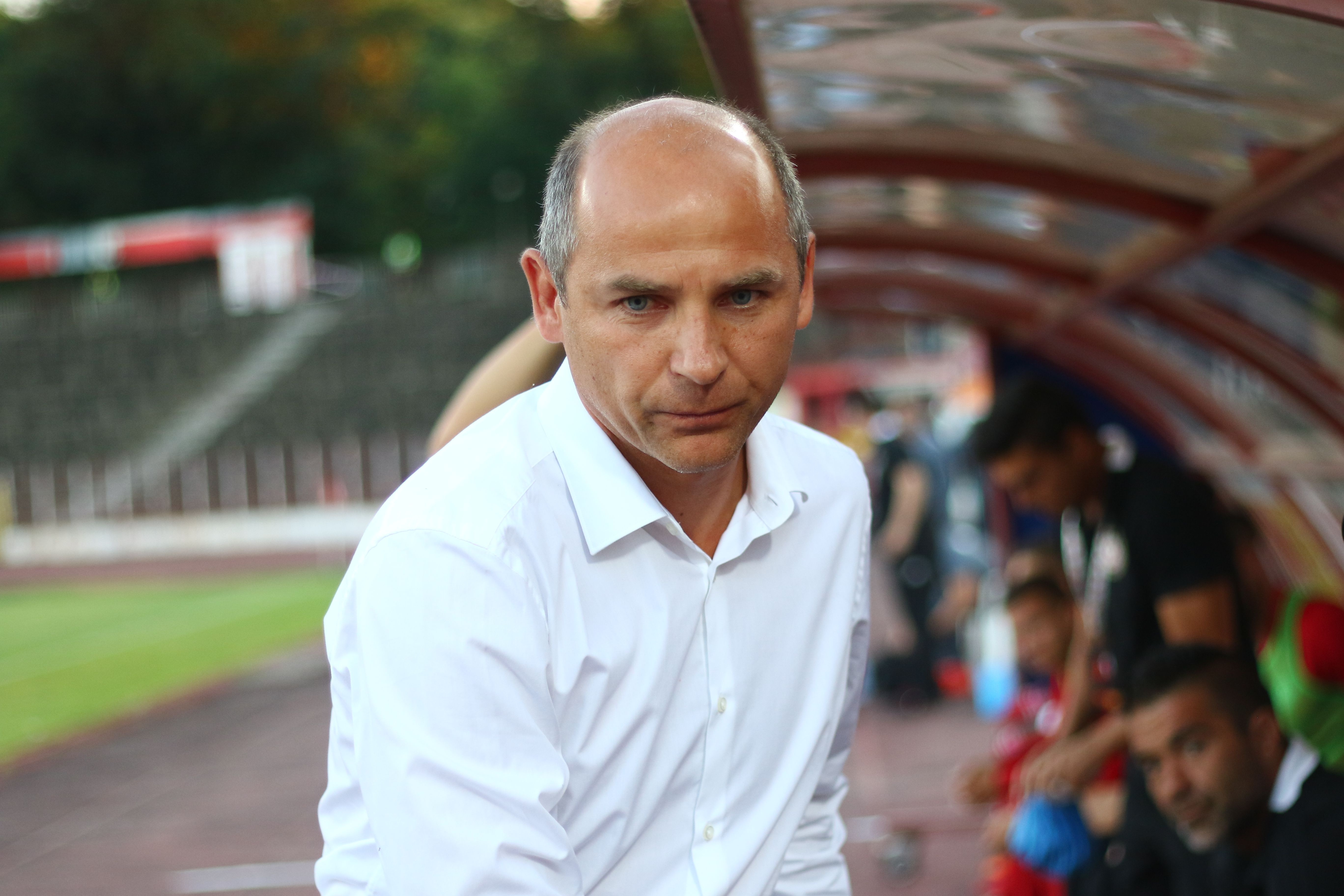
Віктор Скрипник
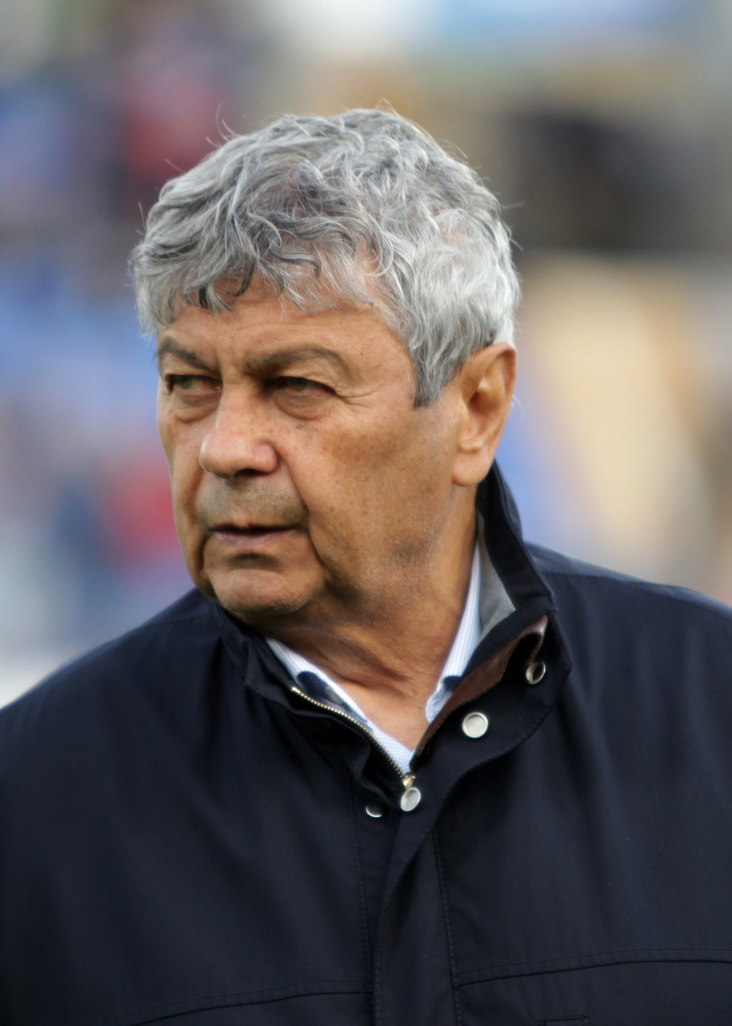
Мірча Луческу